# Ingénieur des connaissances
 (novembre 2012).
Si vous disposez d'ouvrages ou d'articles de référence ou si vous connaissez des sites web de qualité traitant du thème abordé ici, merci de compléter l'article en donnant les références utiles à sa vérifiabilité et en les liant à la section « Notes et références ».
Un Ingénieur des connaissances assiste techniquement (méthode, produit...), suivant le domaine d'intervention, les équipes de production ou d'études et les utilisateurs, avec pour objectif d'optimiser les traitements et les systèmes informatiques. Il conseille principalement la direction du service ou de l'entreprise lors de l'étude de solutions nouvelles (choix de logiciel, de matériel, d'architecture de réseau...). Il peut être responsable d'encadrement auprès de la production informatique, et dans certains cas auprès de l'ensemble du service informatique.

## Formation requise
On peut être Ingénieur des connaissances à partir de formations de niveaux II et I (Bac+4, Bac+5).
Il est souvent requis un diplôme d'école d'ingénieurs avec spécialisation informatique. Mais, ce métier reste ouvert à des professionnels expérimentés ayant une formation continue.

## Besoins croissants des entreprises
Les entreprises ont des besoins plus pointus que les particuliers en ce qui concerne a recherche d'information. Les moteurs de recherche sur internet ne tiennent pas compte de la pertinence de la recherche et des informations.
De nombreuses applications nécessitent la mise en œuvre de technologies avancées de recherche d'informations:
- La veille stratégique, commerciale, scientifique et technique
- La gestion des connaissances dans l’entreprise
- La protection de la propriété intellectuelle
- La localisation de logiciels (adaptation linguistique et culturelle)

## Nature du travail
- Gérer le système d'information

Il cherche sans cesse des solutions susceptibles d'optimiser les traitements de l'information et les systèmes informatiques. Il est parfois responsable du service informatique.
- Conseiller et innover

Il conseille les équipes de direction en matière de traitement de l'information et de stockage de la connaissance.Il évalue et anticipe les besoins de l'entreprise, informe les utilisateurs des évolutions techniques, au besoin encadre des formations. Il effectue une veille technologique et facilite l'intégration des nouveaux outils système.

## Compétences requises
- Maîtriser les systèmes d'informations

Il est nécessaire d'avoir de bonnes connaissances en informatiques, ainsi que de bonnes capacités d’adaptation.
- Comprendre les enjeux

On doit s'intéresser aux activités de l'entreprise et en connaître les rouages. Il doit être capable de mesurer des enjeux et analyser les besoins précisément. Il est indispensable d'avoir une vision globale et d'apporter des solutions pertinentes. 
- Se faire comprendre

On doit avoir de bonnes capacités relationnelles pour communiquer sur son travail auprès des autres employés de l'entreprise et de vulgariser des informations techniques auprès des utilisateurs.